# Stéphane Crête
Pour les articles homonymes, voir crete.
Stéphane Crête est un acteur québécois né le 19 septembre 1967. Il s'est fait connaître notamment par son rôle de Brad Spitfire dans la série télé (diffusée à VRAK.TV) Dans une galaxie près de chez vous et par son interprétation de Jacques Préfontaire, dans la série télévisée, diffusée sur les ondes de Radio-Canada, Les Étoiles filantes. Cette interprétation lui valut d'ailleurs en 2007, un Prix Gémeaux.

## Biographie
Né à St-Jean-Sur-Richelieu, Stéphane Crête est détenteur d'un baccalauréat en dramaturgie de l'Université du Québec à Montréal en 1993. Il est membre du collectif Momentum depuis 1994. Il reprend la chanson Le Père Noël c't'un Québécois au sein du groupe Le Boum Ding Band (1997).

## Filmographie

### Télévision
- 2024: Ils sont parmi nous: Ministre René Ryan
- 2024 : La Terre appelle Mathilde : ergothérapeute
- 2022-2024 : Sans rendez-vous
- 2021-2022 : Famille magique : Malire
- 2019 : Pour toute la vie
- 2018 : Fugueuse : Le père d'Ariane, Olivier
- 2017 : Béliveau : René Lecavalier
- 2016 : Séquelles : sergent Jolicoeur (Bureau des Crimes Majeurs)
- 2012 : Trauma  : directeur de l'usine (épisode Homme et machine)
- 2011 : Une grenade avec ça?  : monsieur Crash
- 2009 : Tactik  : Rick Vallières
- 2007 : Les Étoiles filantes : Jacques Préfontaine
- 2006 : Et Dieu créa… Laflaque : Bobino
- 2005 : L'Auberge du chien noir : Jean Duguay/Lessard/Duhamel
- 2005 : Minuit, le soir : Jacques le psychiatrisé
- 2004 : Delta State : Philip Graff (voix dans la version québécoise)
- 2004 : Smash : Louis (nouveau copain d'Hélène)
- 2002 : Music Hall : Sarto
- 2001 : Ramdam : Richard Lagarde
- 1998 : Bouledogue Bazar : l’homme-statue
- 1998 - 2003 : Dans une galaxie près de chez vous : Brad Spitfire
- 1998 : Le Studio
- 1998 : km/h : s01 e04 : le photographe
- 1998 : Catherine saison 1 épisode 5 : Luc Côté le représentant des friandises nanane [1]
- 1998 : Réseaux : docteur
- 1997 : Un gars, une fille : (rôles multiples)
- 1997 : Génération W : (animateur)

### Cinéma
- 2024 : Ababouiné : le Frère André [2]
- 2019 : Jeune Juliette : le professeur de français
- 2016 : Embrasse-moi comme tu m'aimes : monsieur Rivest
- 2016 : Un paradis pour tous[3] : tous les personnages
- 2008 : Dans une galaxie près de chez vous 2 : Brad Spitfire
- 2006 : Roméo et Juliette : homme
- 2004 : Dans une galaxie près de chez vous (film) : Brad Spitfire
- 2000 : Inséparables court métrage de Normand Bergeron : Alexandre
- 2000 : La Moitié gauche du frigo
- 2000 : La Bouteille : Stéphane
- 1997 : L’Oreille de Joé
- 1996 : Cosmos
- 1995 : Zigrail : agent de stationnement

## Prix et nominations

### Prix
- 2007 : Prix Gémeaux, meilleur premier rôle masculin comédie, Les Étoiles filantes